# Bruce Clarke
Bruce Cooper Clarke (Adams, 29 aprile 1901 – Washington, 17 marzo 1988) è stato un generale statunitense.

## Biografia
Clarke nacque in una famiglia di agricoltori della città di Adams, New York, il 29 aprile 1901 ed abbandonò poi la scuola superiore per entrare nell'esercito americano nel 1917 frequentando la United States Military Academy e venendo assegnato poi alla guardia nazionale. Laureatosi nel 1925 con una commissione nel corpo dei genieri, egli ottenne una seconda laurea in ingegneria civile presso la Cornell University ed una terza in LLB presso La Salle Extension University. Inoltre egli si diplomò al National War College . Dal 1958-1960 egli ebbe il comando del Continental Army Command, divenendo a capo dell'intero sistema scolastico militare che constava di oltre 250.000 alunni.
Durante la prima guerra mondiale, Clarke prestò servizio nella Coast Artillery Corps. Nella seconda guerra mondiale ebbe in comando sul fronte occidentale del Combat Command A appartenente alla famosa 4th Armored Division, dimostrando abilità e preparazione durante la grande avanzata successiva al crollo del fronte di Normandia, e soprattutto durante le dure battaglie di mezzi corazzati in Lorena che terminarono con un netto successo americano.
Promosso brigadiere generale, prese quindi il comando nel novembre 1944 del Combat Command B della 7th Armored Division che si trovò impegnato in una disperata battaglia nella città di St. Vith durante l'Offensiva delle Ardenne nel 1944. Attaccato da forze preponderanti, Clarke riuscì a rallentare l'avanzata nemica e si batté con valore ed energia, svolgendo un ruolo decisivo per l'esito dei combattimenti nel settore che pur terminati con la momentanea ritirata americana da St. Vith, intralciarono ed indebolirono i tedeschi, favorendo l'arresto della loro offensiva. L'ufficiale ricevette le lodi dello stesso generale Eisenhower. Durante la Guerra di Corea, il generale Clarke ottenne il comando del I Corps e del X Corps. Egli fu anche tra i preparatori del nuovo esercito repubblicano coreano.
In tempo di pace il generale Clarke ottenne il comando generale della 1st Armored Division di stanza presso Fort Hood, in Texas, dal 1951-1953. Dopo un suo tour nelle Hawaii egli ottenne il comando della Seventh United States Army in Germania. Ricevuta la promozione a generale nell'agosto del 1958, dal 1960-1962 fu comandante in capo dell'esercito statunitense in Europa prima di ritirarsi a vita privata il 30 aprile 1962.
Il 18 ottobre 1971 il Supreme Council of the Scottish Rite for the Southern Jurisdiction of the United States conferì a Clarke il 33º grado, U.S. Army Ret., la Gran Croce della Corte d'Onore, concessa unicamente a 11 membri della massoneria di rito scozzese su oltre 600.000 iscritti.
Clarke morì il 17 marzo 1988 e venne sepolto con pieni onori militari nella sezione 7-A (tomba 130) presso l'Arlington National Cemetery. Sua moglie, Bessie Mitchell, sarà poi sepolta accanto a lui.